# Puègcèlsi
Puègcèlsi (en francès Puycelsi) és un municipi francès situat al departament del Tarn i a la regió d'Occitània.
El 22 de març de 2011 canvia el seu nom oficial de Puycelci a Puycelsi.

## Demografia
| 1962                                       | 1968 | 1975 | 1982 | 1990 | 1999 | 2007 |
| ------------------------------------------ | ---- | ---- | ---- | ---- | ---- | ---- |
| 503                                        | 535  | 480  | 442  | 453  | 495  | 491  |
| Des de 1962: població sense dobles comptes |      |      |      |      |      |      |

## Administració
| Període | Identitat   | Partit |
| ------- | ----------- | ------ |
| 2001-   | Henry Féral |        |